# Marisa Fassi
Marisa Viviana Amalia Fassi (Cañuelas, 11 de octubre de 1966) es una abogada y política argentina, intendenta de Cañuelas por el Frente de Todos y vicepresidenta 1.ª del Congreso Nacional del Partido Justicialista.
Fue jefa de gabinete de la Municipalidad de Cañuelas durante la gestión de su esposo, Gustavo Arrieta. 
El 27 de octubre de 2019, Marisa Fassi ganó las elecciones con el 49 % de los votos y se convirtió en la primera intendenta electa de Cañuelas.
En 2023, fue reelecta intendenta de Cañuelas con el 47,3% de los votos.

## Biografía
Nació en el Hospital Ángel Marzetti, de Cañuelas, el 11 de octubre de 1966. Formó una familia ensamblada con Gustavo Arrieta, su pareja por más de 20 años, con quien se casó en el año 2010 y vive junto a sus hijas (Ángeles y Rita) y Bautista, el hijo que comparte con Gustavo, quien además tiene tres hijos: Elías, Agustina y Juan Ignacio. En el hogar familiar viven también las mascotas Scooby, Vicky y recientemente Tales, a quien Marisa rescató de la calle durante una recorrida por la ciudad. 
Cursó los estudios primarios en la Escuela N°1 y la secundaria en el colegio Estrada. En 2017 se recibió de abogada en el Anexo Cañuelas de la Universidad de Morón. 
Es hincha del Club Atlético Boca Juniors.

## Carrera política
Inició su carrera política en su juventud, cuando se afilió al movimiento a los 16 años, acompañada por su tía Eva. Militó en la agrupación “Casa Peronista”, fundada por su padre, Ángel, y fue allí donde conoció a Gustavo, quien hoy es su esposo. 
Fue electa concejal por primera vez a los 31 años, en 1997; y luego en el 2003, siendo presidenta de bloque del Frente para la Victoria de Cañuelas, entre los años 2005 y 2007. También ocupó el cargo de titular de la oficina local de ANSES, que logró jerarquizar y convertir en una UDAI. 
En las elecciones de los años 2007, 2009, 2011 y 2015 fue elegida concejal, pero en todos los casos solicitó licencia para ocupar cargos en el Ejecutivo municipal. A partir de 2007, ocupó el cargo de jefa de Gabinete del Municipio. 
Durante los años 2011 y 2013 fue intendenta interina, reemplazando a Gustavo Arrieta, designado Ministro de Asuntos Agrarios de la Provincia de Buenos Aires. Volvió a ocupar el cargo de intendenta interina entre marzo de 2016 y diciembre de 2017, cuando su esposo asumió como diputado nacional.
En el año 2018 fue elegida vicepresidenta del Congreso del PJ bonaerense, siendo la primera vez que una mujer ocupa ese cargo en 70 años. En el mismo año, fue elegida vicepresidenta 1º del Congreso del PJ Nacional.
Actualmente es la intendenta de Cañuelas y la presidenta del PJ local.